# Mathematical Correspondent
De Mathematical Correspondent was het eerste Amerikaanse wiskundig tijdschrift. Het blad werd in 1804 opgericht onder redactionele leiding van George Baron. In 1807 werd Robert Adrain, een belangrijke contribuant aan het tijdschrift, redacteur. Het blad hield alweer snel op te bestaan. 